# Xã Mount Joy, Quận Adams, Pennsylvania
Xã Mount Joy (tiếng Anh: Mount Joy Township) là một xã thuộc quận Adams, tiểu bang Pennsylvania, Hoa Kỳ. Năm 2010, dân số của xã này là 3.670 người.